# Abraxas nigrolutea
Abraxas nigrolutea là một loài bướm đêm trong họ Geometridae.